# Disney Cinemagic
Disney Cinemagic a fost un post de televiziune care emite în Europa, fiind disponibil în UK, Irlanda, Spania, Portugalia, Germania și Franța, care a fost lansat în martie 2006 și s-a închis pe 30 septembrie 2019.
Disney Cinemagic ar fi trebuit să se lanseze și în România în anul 2010, dar lansarea a fost anulată din motive necunoscute. 